# Crescentia alata

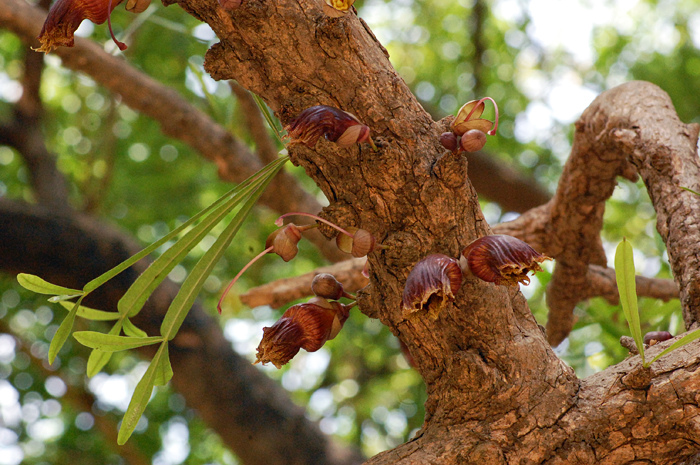
Blüten und dreizählige Blätter

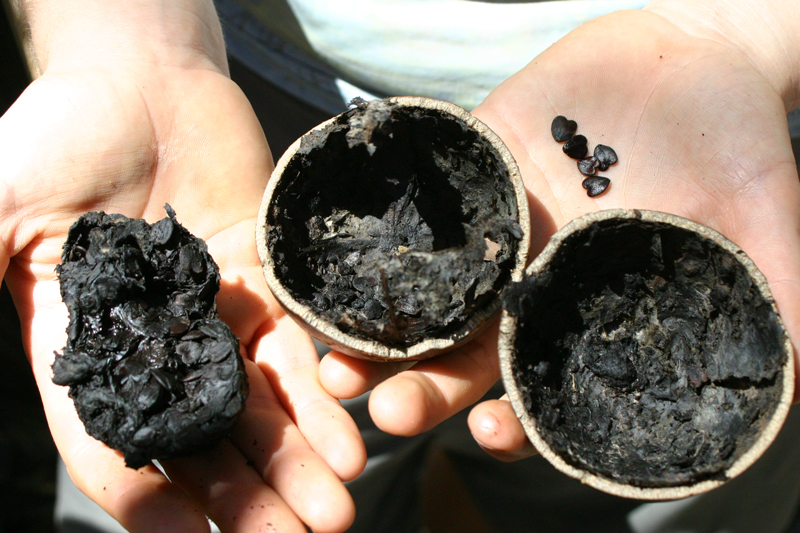
Frucht und Samen

Crescentia alata ist ein Baum aus der Gattung Crescentia in der Familie der Trompetenbaumgewächse (Bignoniaceae). Die Art kommt in Mexiko und Zentralamerika vor.

## Beschreibung
Crescentia alata wächst als langsamwüchsiger, knorriger Baum bis zu 7–12 Meter hoch. Die Borke ist bräunlich.
Die gestielten dreizähligen oder manchmal auch kleineren einfachen Laubblätter daneben sind wechselständig, büschelig angeordnet. Der bis 5 Zentimeter lange Blattstiel der dreizähligen Blätter ist geflügelt. Die ledrigen, bis zu 15 Zentimeter langen, verkehrt-eiförmigen, -eilanzettlichen oder spatelförmig und ganzrandigen, eingebuchteten bis stumpfen Blättchen sind sitzend. Die viel kleineren, abgerundeten Blätter daneben sind eiförmig bis verkehrt-eiförmig und sitzend bis kurz gestielt.
Die Blüten erscheinen meist einzeln stamm- oder astblütig, kauli-, ramiflor.
Die kurz gestielten, rötlich-gelblichen und fünfzähligen, recht großen Blüten (Rachenblüten) mit doppelter Blütenhülle sind zwittrig. Der verwachsene, kahle und ledrige Kelch ist zweiteilig. Die rippige Krone ist becherförmig verwachsen mit einer bauchigen Kronröhre mit breitem Schlund und 5 etwas kürzeren Zipfeln. Die 4 Staubblätter sind didynamisch und knapp vorstehend. Der oberständige Fruchtknoten ist einkammerig mit einem langen, schlanken Griffel mit gelappter Narbe. Es ist ein Diskus vorhanden.
Es werden rundliche und vielsamige, etwa 7–11 Zentimeter große, gelb-grünliche, glatte Beeren (Panzerbeere) mit dicker, holziger Schale gebildet. Die vielen Samen liegen in einer schwärzlichen, klebrigen und melasseartigen Pulpe. Die Früchte reifen noch nach, nachdem sie zu Boden gefallen sind und werden dann bräunlich.

## Vorkommen
Crescentia alata kommt ursprünglich vor in Mexiko, Guatemala, Honduras, El Salvador, Nicaragua und Costa Rica. In Panama und in Puerto Rico wurde sie eingeführt.

## Taxonomie
Crescentia alata wurde 1819 von Karl Sigismund Kunth in F.W.H.von Humboldt, A.J.A.Bonpland & C.S.Kunth: Nova Genera et Species Plantarum Band 3 Seite 158 erstbeschrieben. Synonyme sind Crescentia ternata Sessé & Moc., Crescentia trifolia Blanco und Otophora paradoxa Blume. Der Gattungsname Crescentia ehrt den italienischen Naturwissenschaftler Petrus de Crescentiis.

## Verwendung
Die Samen sind essbar, sie werden gemahlen oder gekocht verwendet. Auch kann ein Öl aus ihnen gewonnen werden.
Die Früchte sind essbar, werden aber nur gelegentlich genutzt. Aber die harten Fruchtschalen werden zu Bechern oder Gefäßen verarbeitet, ähnlich wie die größeren des Kalebassenbaums.
Die Blätter und Früchte werden auch medizinisch genutzt.
Das relativ harte Holz wird für einige Anwendungen genutzt.